# Vikár György

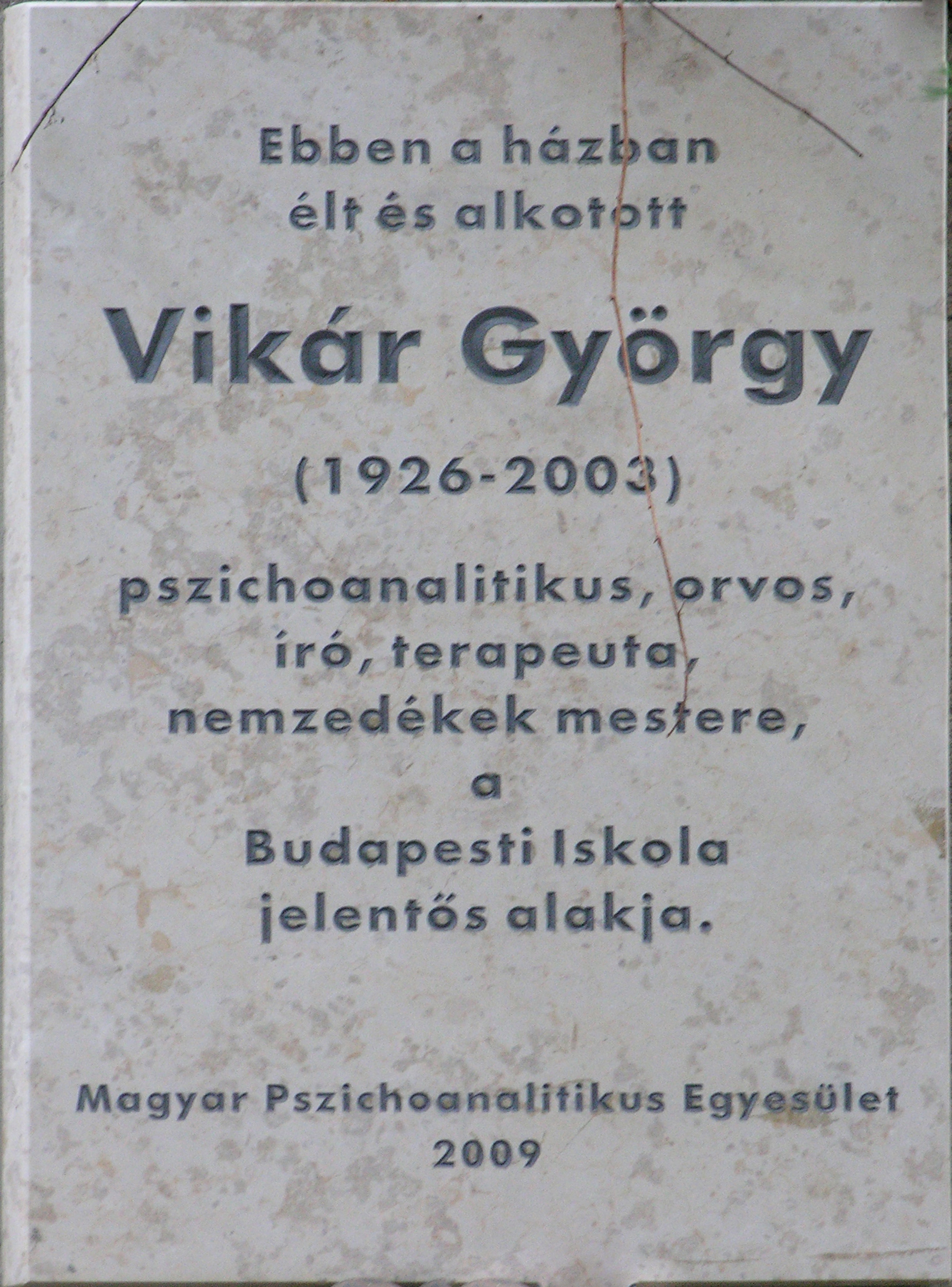
Vikár György-emléktábla

Vikár György (Budapest, 1926. július 1. – 2003. augusztus 29.) pszichiáter, pszichoanalitikus orvos és tudós.

## Élete
Szinte kamaszként megélte a munkaszolgálatot. Az emlékezet ösvényein című önéletrajzában olvasható, hogy azért választotta az orvosi pályát, mert az embert akarta megismerni. Nem egyik vagy másik emberi szervet, hanem eleven és sajátosan emberi együttesüket. Így lett később figyelmes arra, miként lesz eggyé az ösztönös és a tanult, miként formálódnak eközben karakterképző személyiségvonások, s hogyan sérül a lélek, s általa a test. Ezek a folyamatok jelölték ki Vikár céljait: érteni akarta, hogy miként gyógyíthatók ezek a sebek.

### Tanulmányai
1949 és 1952 között az ELTE-n hallgatott pszichológiát, angol és magyar irodalmat, miközben az orvosi egyetemet is végezte. Az ötvenes években pszichiáterként sorsanalízist tanult Benedek Istvántól, majd Sántha Kálmántól neurológiát, pszichiátriát és orvosetikát. Később a „Lipóton” Mérei Ferenctől a Rorschach-teszt értelmezését sajátította el és a szociálpszichológiai összehasonlító kultúrpszichológiai szemléletet.

### Tevékenysége
1961-ben csatlakozott illegálisan, később félillegálisan az akkor még félig titokban, megtűrten tevékenykedő pszichoanalitikusokhoz. Hermann Imre volt az analitikus kiképzője.
1975-ben Hidas Györggyel, Nemes Líviával, Paneth Gáborral és Linczényi Adorjánnal titokban tagja lett a Nemzetközi Pszichoanalitikus Egyesületnek, ezzel lehetőséget adva a Budapesti iskola feltámadásának.
Dolgozott az Országos Ideg- és Elmegyógyintézetben. 1983-ig vezette a Faludi utcai gyermekpszichiátriai rendelőt. 1992-ben ment nyugdíjba az Árpád Kórház gyermekpszichiátriai osztályának vezetőjeként.
1989–1992 között ő volt a Magyar Pszichoanalitikus Egyesület elnöke. Mestere lett eközben többeknek a pszichoanalitikusok fiatalabb nemzedékéből, előadott kongresszusokon, tanított egyetemen, közben pedig több tanulmányt írt az ifjúkor válságairól, a válságba került lélek zavarairól és az alkotó lélek erejéről, a gyógyításról és öngyógyításról. S talán mondani sem kell, ezalatt maga is gyógyított, segített lelki traumák gondozásában, előmozdítva betegeiben a gyógyító önismeretet.

## Kutatási területe
A gyógyító és gondolkodó Vikár Györgyöt régóta az elaboráció műveletei, az élmény feldolgozásának folyamatai foglalkoztatták. Érdeklődését főleg a gyermekek, a kamaszok, illetve a művészek alkotóképessége és az irodalmi képzelőerő nyűgözte le, vagyis a spontaneitás szépsége és lelki hatalma. Pszichiáterként ezt próbálja elemezni, de írásaiban is a képzetáramlás fonadékát boncolja és a szellem szárnyalását vizsgálta. Így térképezte fel azokat a rejtett ösvényeket, melyek az emberi integritás titkos forrásaihoz vezetnek. A humanisták évezredek óta szorgalmazzák az önismeret elősegítését és fejlesztését. Az emberi integritás kutatójaként és tudós elemzőjeként Vikár György is közéjük tartozott.

## Díjai
- 1984-ben Ranschburg Pál-emlékérem elismerésben részesült.
- 2001-ben a Magyar Pszichoanalitikus Egyesület Fercnczi Sándor Emlékérmét kapta meg.
- 2002-ben a Soros alapítvány Alkotói díját nyerte el.

## Megjelent könyvei
- Találkozás az útfélen (Zákesus). Bethánia, 1946
- Csillag Máriával: Adalékok a platybasia conzervatív kezeléséhez. Révai Kiadó, Bp., 1959
- Az ifjúkor válságai. Gondolat Kiadó, Bp., 1980
- Gyógyítás és öngyógyítás. Medicina Kiadó, Bp., 1984
- Az emlékezés ösvényein. Balassai Kiadó, Bp., 1994
- Válság, túlélés, kreativitás. Balassa Kiadó, Bp., 1996
- Linczényi Adorjánnal és Radnai Bélával: A szexuális élet zavarai, Medicina Kiadó, Bp., 1977
- Székács Eszterrel és Vikár Andrással Dinamikus gyermekpszichiátria, Medicina Kiadó, Bp., 2001